# Ra (Zvezdna vrata)
Ra je izmišljen lik iz ameriške znanstvenofantastične franšize Zvezdna vrata. 
Bil je prvi nasprotnik, ki ga je pri prvem zagonu zvezdnih vrat srečala ekipa |Jacka O'Neila. Njegov lik temelji na Raju staroegipčanskem bogu Sonca. Vladal je na puščavskem planetu, kjer so ljudje, ki jih je pred tisočletji pripeljal z Zemlje, delali kot sužnji v njegovem rudniku. 
V filmu Zvezdna vrata je bil predstavljen kot zadnji predstavnik umirajoče nezemeljske vrste, ki se je na Zemlji naselil v človeka, da bi si tako podaljšal življenje in zavladal primitivnim prebivalcem Zemlje. Po uporu na Zemlji se je bil prisiljen umakniti na svoj planet, kjer je bil na koncu filma ponovno poražen in je bil ubit z jedrskim orožjem. 
V seriji Zvezdna vrata SG-1 se ga omenja le kot nekdaj najmočnejšega sistemskega lorda, katerega smrt je porušila ravnotežje moči med sistemskimi lordi in omogočila vzpon Apofisa. Pojavil se je le v eni od epizod v 8. sezoni, kjer ga je ekipa SG-1 srečala med potovanjem v preteklost.